# Frunză (Ocnița)
Frunză (in ucraino Фрунзе) è una città della Moldavia nel distretto di Ocnița di 1.476 abitanti al censimento del 2004
È situata nei pressi del confine con l'Ucraina lungo la ferrovia che collega Ocnița con Vinnycja e dista 154 km dalla capitale Chișinău.

## Storia
La costruzione del primo nucleo di case che oggi costituisce la città è datata 1966 quando venne costruita una piccola fabbrica di zucchero. Nel 1994 ottenne lo status di città.

## Società

### Evoluzione demografica
In base ai dati del censimento, la popolazione è così divisa dal punto di vista etnico:
| Etnia       | Abitanti | %     |
| ----------- | -------- | ----- |
| Moldavi     | 500      | 33,87 |
| Ucraini     | 767      | 51,96 |
| Russi       | 186      | 12,60 |
| Altre etnie | 23       | 1,56  |

## Economia
L'economia della piccola cittadina è basata principalmente sulla fabbrica di zucchero e su una fabbrica per la produzione di acido citrico.